# Vanessa Miller
Vanessa Miller Brescia, conhecida pelo seu nome artístico Vane Miller (Santiago, Chile, 2 de novembro de 1965) é uma atriz chilena, mais bem conhecida por apresentar o programa Vanessa de Noche. É filha da notável atriz chilena Liliana Ross. Sua carreira se desenvolveu entre seu país de origem e a Argentina. Estudou artes cênicas, além de pedagogia, escrita, dança clássica e contemporânea, flamenco, dança árabe, e ioga.

## Na televisão e no cinema
Desde os anos de 1980, Vanessa já apareceu na televisão, no teatro e no cinema. Participou dos filmes Color Escondido, Espejo de Barro, El Entusiasmo, Secuestro Express, e breve estreará em Brindis.
Na televisão, Vanessa trabalhou como atriz. Trabalhou em La Villa (telenovela chilena), El Oro y el Barro (telenovela argentina), o cômico Rebelde sin Pausa, La TV Ataca, Brujas, Video Match (entre 1993 e 1994 como parte do elenco de Marcelo Tinelli), El Palacio de la Risa (ao lado de Antonio Gasalla), Viva la Patria, Color Uno, Plan Z, La Barra de la Tele, Blanco y Negro, Pase lo que Pase, Marcapazos, La Cajita Social Show, Justicia Para Todos, Reite.con, La Última Tentación, Historias de Hombres, Mujeres que Matan, Femenino Plural e também participou de Poliladron, Gasoleros, Mi Primera Vez e Casado com Hijos (no Chile). Também trabalhou como apresentadora nos programas A la Carta no canal Utilíssima Satelital, que contava com a participação de artistas do cinema e teatro argentinos, cozinheiros, artistas do canal, e com a participação de uma pequena potência que começava sua carreira na época, Sebastián Bujedo. Além disso, foi colunista em programas de rádio, escreveu várias obras de teatro, roteiros para televisão e peças teatrais. Seu novo desafio, depois de uma extensiva carreira, foi a apresentação de Vanessa de Noche, na Fox Life, um show dedicado ao público feminino.
Seu trabalho não se limitou às participações no teatro e na televisão argentina e chilena; anos depois, ela publicou sua obra-prima, a novela Crista.
Vane Miller é uma representante ativa de causas dedicadas à preservação de recursos naturais e de ações que façam com que as empresas reflitam sobre possíveis prejuízos causados ao meio-ambiente.